# Hoffmanniella silvatica
Hoffmanniella silvatica là một loài thực vật có hoa trong họ Cúc. Loài này được Schltr. ex Lawalrée mô tả khoa học đầu tiên năm 1943.